# Reinhold Köpke
Reinhold Köpke (* 18. Juli 1839 in Berlin; † 16. Dezember 1915 ebenda) war ein deutscher Altphilologe und Ministerialbeamter in Preußen.

## Leben
Köpke war der älteste Sohn von Ernst Siegfried Köpke, Direktor der Ritterakademie (Brandenburg an der Havel). Er besuchte das Friedrichs-Werdersche Gymnasium in Berlin. Nach dem Abitur studierte er an der Rheinischen Friedrich-Wilhelms-Universität Bonn. 1859 wurde er im Corps Palatia Bonn aktiv. Als Inaktiver wechselte er an die Friedrich-Wilhelms-Universität zu Berlin. Mit einer Doktorarbeit über Antigonos von Karystos wurde er 1862 in Berlin zum Dr. phil. promoviert.
Nachdem er in Berlin auch das Examen pro facultate docendi abgelegt hatte, war er seit Ostern 1862 am Gymnasium zu Guben beschäftigt. Ostern 1863 wurde er dort als ordentlicher Lehrer angestellt und Neujahr 1867 zum Oberlehrer befördert. Ostern 1869 wurde er an das Kgl. Augusta-Gymnasium zu Charlottenburg berufen. Neun Monate war er für die Teilnahme am Feldzug gegen Frankreich beurlaubt. Ab Februar 1873 war er Direktor des Gymnasiums zu Küstrin. Michaelis 1880 wechselte er als Direktor an das Gymnasium zu Landsberg an der Warthe. Michaelis 1884 wurde er Provinzial-Schulrat beim Oberpräsidenten der Provinz Schleswig-Holstein. 
Michaelis 1890 wurde er Geheimer Regierungsrat und vortragender Rat, später Abteilungsdirektor, ab 1904 mit dem Titel Wirklicher Geheimer Oberregierungsrat, im Preußischen Ministerium der geistlichen, Unterrichts- und Medizinalangelegenheiten in Berlin.
Reinhold Köpke starb 1915 im Alter von 76 Jahren in Berlin. Beigesetzt wurde er auf dem Friedhof III der Jerusalems- und Neuen Kirche vor dem Halleschen Tor. Das Grab ist nicht erhalten.

## Schriften
- De Antigono Carystio, Neuauflage der Dissertation 2016, ISBN 978-1361724675.
- De Arati Solensis aetate. Quaestionum chronologicarum specimen primum. Guben 1867.
- Emendatione Andocideae. Guben 1869. S.  19–24.
- Zu Goethes Iphigenie. Berlin 1870. S. 23–56.
- Aufgaben zum Übersetzen ins Lateinische für Ober-Sekunda und Unter-Prima. Berlin 1878.

## Auszeichnungen
- Titel Wirklicher Geheimer Rat mit der Anrede Exzellenz (1912 zum 50. Dienstjubiläum)[5]
- Roter Adlerorden
  - 2. Klasse mit Eichenlaub (1901)[6]
  - Königliche Krone zur 2. Klasse (1904)[7]
- Königlicher Kronen-Orden (Preußen)
  - 3. Klasse (1892)[8]
  - 2. Klasse mit Stern (1906)[9]